# Кайзерсберг-Виньобль
Кайзерсбе́рг-Виньо́бль (фр. Kaysersberg-Vignoble) — вновь созданная коммуна на северо-востоке Франции в регионе Гранд-Эст (бывший Эльзас — Шампань — Арденны — Лотарингия), департамент Верхний Рейн, округ Кольмар — Рибовилле, кантон Сент-Мари-о-Мин. Коммуна Кайзерсберг-Виньобль создана слиянием и последующим упразднением коммун Кайзерсберг, Кьенцхайм и Сигольсайм. Дата образования новой коммуны — 1 января 2016 года (на основании Административного акта № 27 от 17 июля 2015 года).
Площадь коммуны — 35,45 км², население — 4617 человек (2012), почтовый индекс: 68240. Состав коммуны:
| Код INSEE | Коммуна     | Французское название | Площадь, км² | Население (2012) |
| --------- | ----------- | -------------------- | ------------ | ---------------- |
| 68162     | Кайзерсберг | Kaysersberg          | 24,82        | 2705             |
| 68164     | Кьенцхайм   | Kientzheim           | 4,83         | 729              |
| 68310     | Сигольсайм  | Sigolsheim           | 5,8          | 1183             |